# Tombolé Pabalouri
Tombolé Pabalouri (auch: Pobalouri, Tambolé, Tombolé) ist ein Dorf in der Landgemeinde Torodi in Niger.

## Geographie
Das von einem traditionellen Ortsvorsteher (chef traditionnel) geleitete Dorf befindet sich rund 41 Kilometer westlich des urbanen Zentrums von Torodi, des Hauptorts der gleichnamigen Landgemeinde und des gleichnamigen Departements Torodi, das zur Region Tillabéri gehört. Zu den Siedlungen in der näheren Umgebung von Tombolé Pabalouri zählen Mamassi im Norden, Tolba und Marna im Osten, Kiki und Bomanga im Südosten, Koutougou im Südwesten sowie Kodjaga im Westen.
Tombolé Pabalouri ist Teil der Übergangszone zwischen Sahel und Sudan. Die durchschnittliche jährliche Niederschlagsmenge beträgt hier zwischen 500 und 600 mm.

## Geschichte
Die Region Tillabéri und insbesondere das Departement Torodi waren ab 2019 verstärkt der Gefährdung durch nichtstaatliche bewaffnete Gruppen ausgesetzt. Diese äußerte sich in Angriffen, Morden, Entführungen, Plünderungen und Einschüchterungen. Tombolé Pabalouri gehörte zu den Dörfern, aus denen deswegen bereits Anfang 2021 Menschen flüchteten. Im Mai 2021 flohen geschätzt 560 Personen aus 80 Haushalten aus Tombolé Pabalouri, Allaréni, Bomanga, Boni, Djayel, Tangounga, Tchambouli und Tchangati vor der Gewalt in den Gemeindehauptort Makalondi. Dort kamen sie bei Gastfamilien oder in selbst errichteten Hütten am Ortsrand unter.

## Bevölkerung
Bei der Volkszählung 2012 hatte Tombolé Pabalouri 825 Einwohner, die in 72 Haushalten lebten. Bei der Volkszählung 2001 betrug die Einwohnerzahl 504 in 54 Haushalten.

## Wirtschaft und Infrastruktur
In Tombolé Pabalouri wird ein Wochenmarkt abgehalten. Der Markttag ist Montag. Im Dorf wird auf traditionelle Weise Seife hergestellt. Es gibt außerdem mehrere Schmiede. Mit einem Centre de Santé Intégré (CSI) ist ein Gesundheitszentrum im Ort vorhanden. Es gibt eine Schule. Bei Tombolé Pabalouri verläuft die 90 Kilometer lange Route 646, eine einfache Piste, über die der Gemeindehauptort Torodi erreicht wird und die im Westen im Dorf Dogona Boborgou Saba endet.